# Mogrus dalmasi
Mogrus dalmasi är en spindelart som beskrevs av Berland, Millot 1941. Mogrus dalmasi ingår i släktet Mogrus och familjen hoppspindlar. Inga underarter finns listade i Catalogue of Life.